# Sint-Lambertuskerk (Neerharen)
De Sint-Lambertuskerk is de parochiekerk van Neerharen, gelegen aan de Kasteelstraat 30 die is opgedragen aan Lambertus van Maastricht.

## Geschiedenis
De parochie is vermoedelijk zeer oud. Het patronaatsrecht was in handen van de heren van Neerharen. Het tiendrecht werd, eind 12e eeuw, door Willem van Pietersheim geschonken aan de Abdij van Hocht.
De voormalige kerk had vermoedelijk een kern uit de 11e eeuw, opgetrokken uit breuksteen en kiezels. De westtoren was waarschijnlijk in mergelsteen gebouwd en in gotische stijl. In 1760 nog werd het schip verhoogd en een nieuw koor gebouwd. In 1837 werd het koor verlengd en het portaal van de zuidzijde naar de voorgevel verplaatst. In 1875 werd deze kerk gesloopt.
Zij week voor de huidige kerk, ontworpen door Herman Jaminé.

## Gebouw
Het huidige gebouw is een neoromaanse, bakstenen kerk die afgewerkt is met gele natuursteen. De toren heeft vier geledingen en een ingesnoerde naaldspits.

## Meubilair
De kerk bevat een midden-16e-eeuwse passieretabel, voorstellende een Ecce Homo, een graflegging, Sint-Lambertus en Sint-Petronella, en een portret van de schenkster. De zijluiken zijn opgesteld tegen de zuidelijke muur van het priesterkoor. Uit 1659 dateert een schilderij van Onze-Lieve-Vrouw van Bijstand. Ook is er een altaarstuk, voorstellende het lijden van Christus en de Boom van Jesse, uit omstreeks 1525.
Er zijn diverse beelden, zoals een 16e-eeuwse gepolychromeerd houten Sint-Anna te Drieën; een Onze-Lieve-Vrouw met Kind van omstreeks 1600; uit hetzelfde materiaal een Sint-Blasius en een Sint-Lambertus (beide 17e-eeuws); en een eiken beeld van Bernard van Clairvaux uit omstreeks 1700.
Het hardstenen doopvont dateert van 1699. Hoofd- en zijaltaren en biechtstoelen zijn neoromaans.
Er zijn enkele oude grafstenen, waaronder een 14e-eeuwse, voorstellende een geharnaste ridder, en enkele 18e-eeuwse stenen.

## Galerij

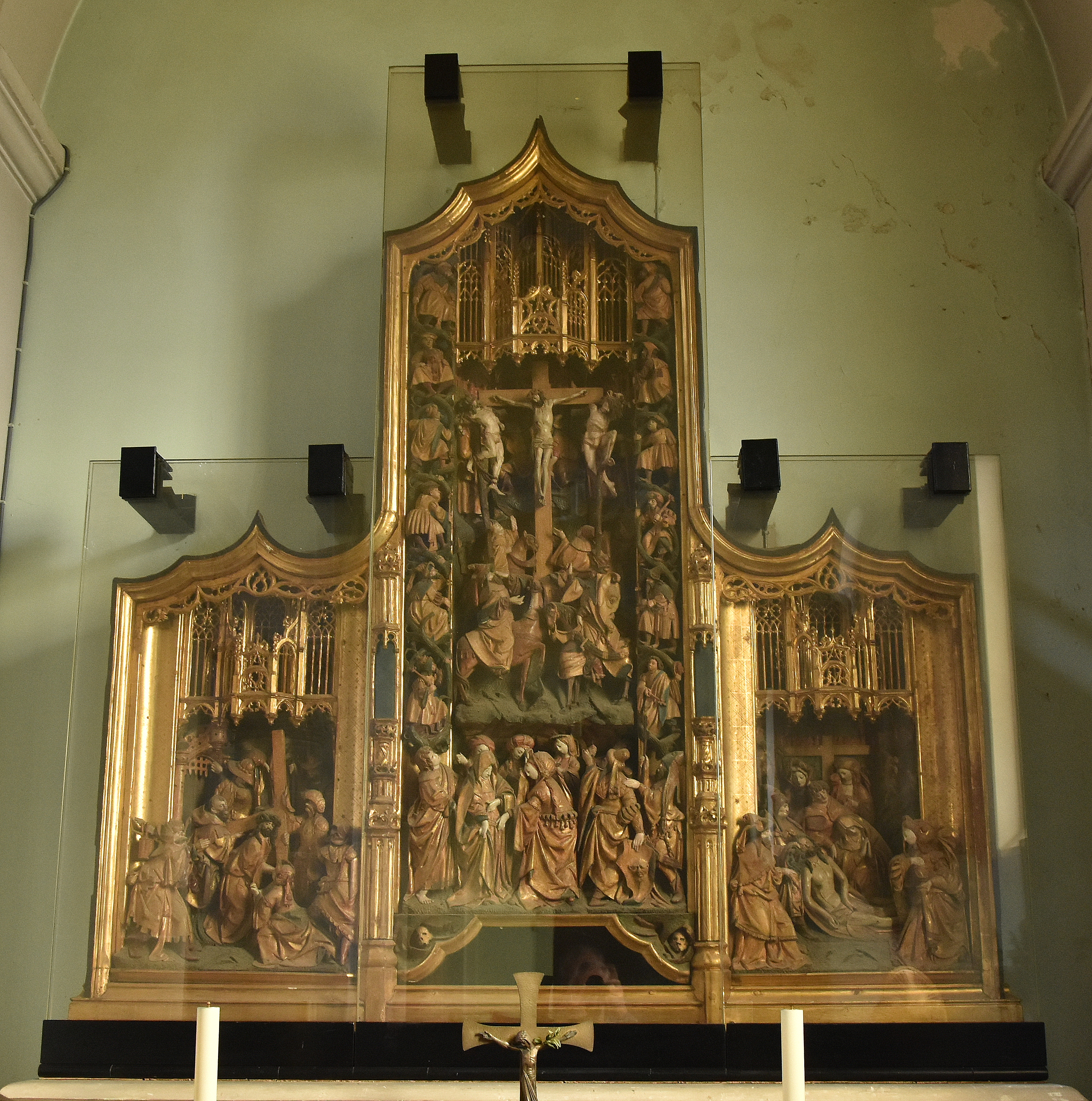
Passieretabel (ca.1525)
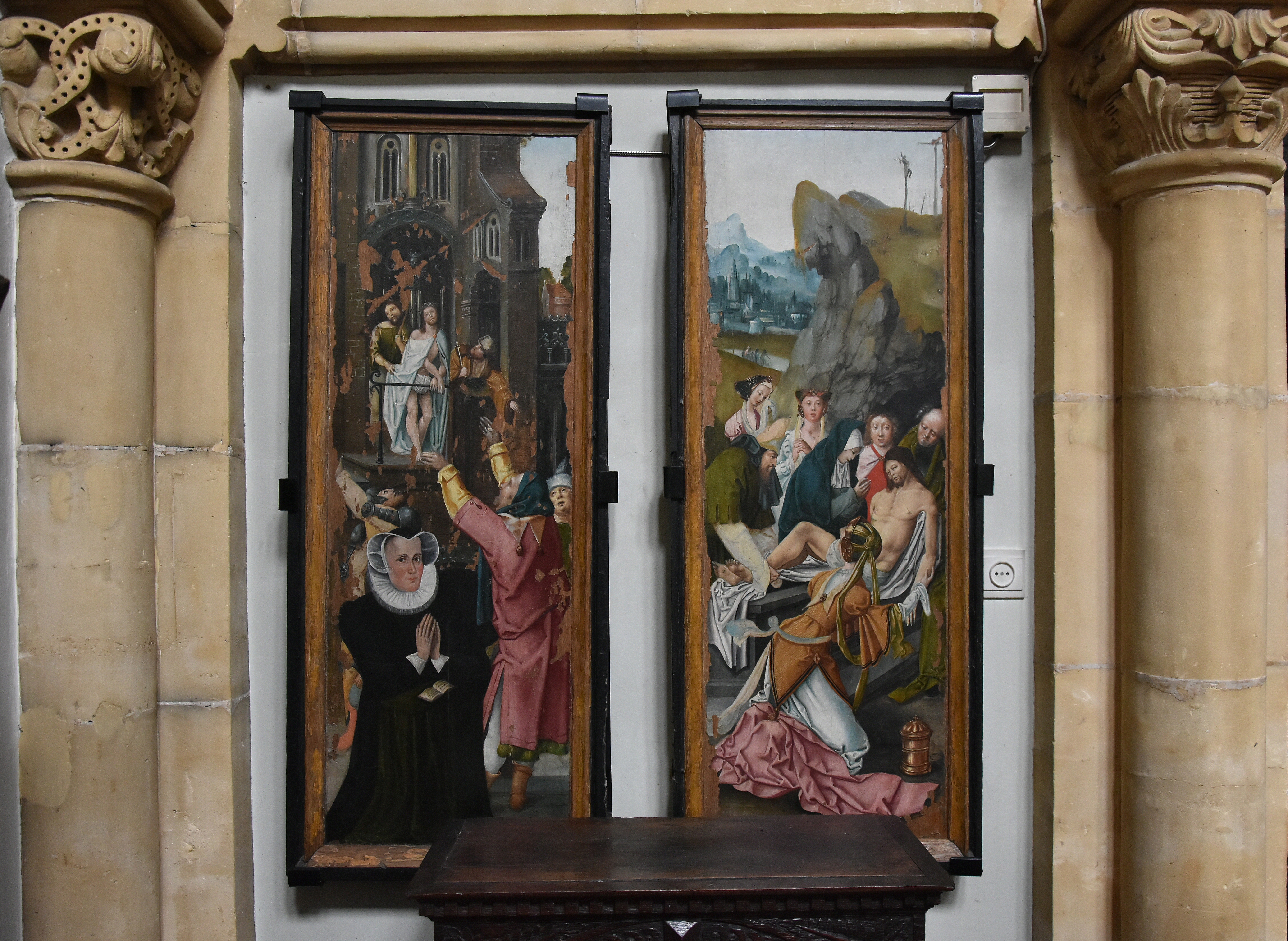
Zijluiken van hetzelfde passieretabel
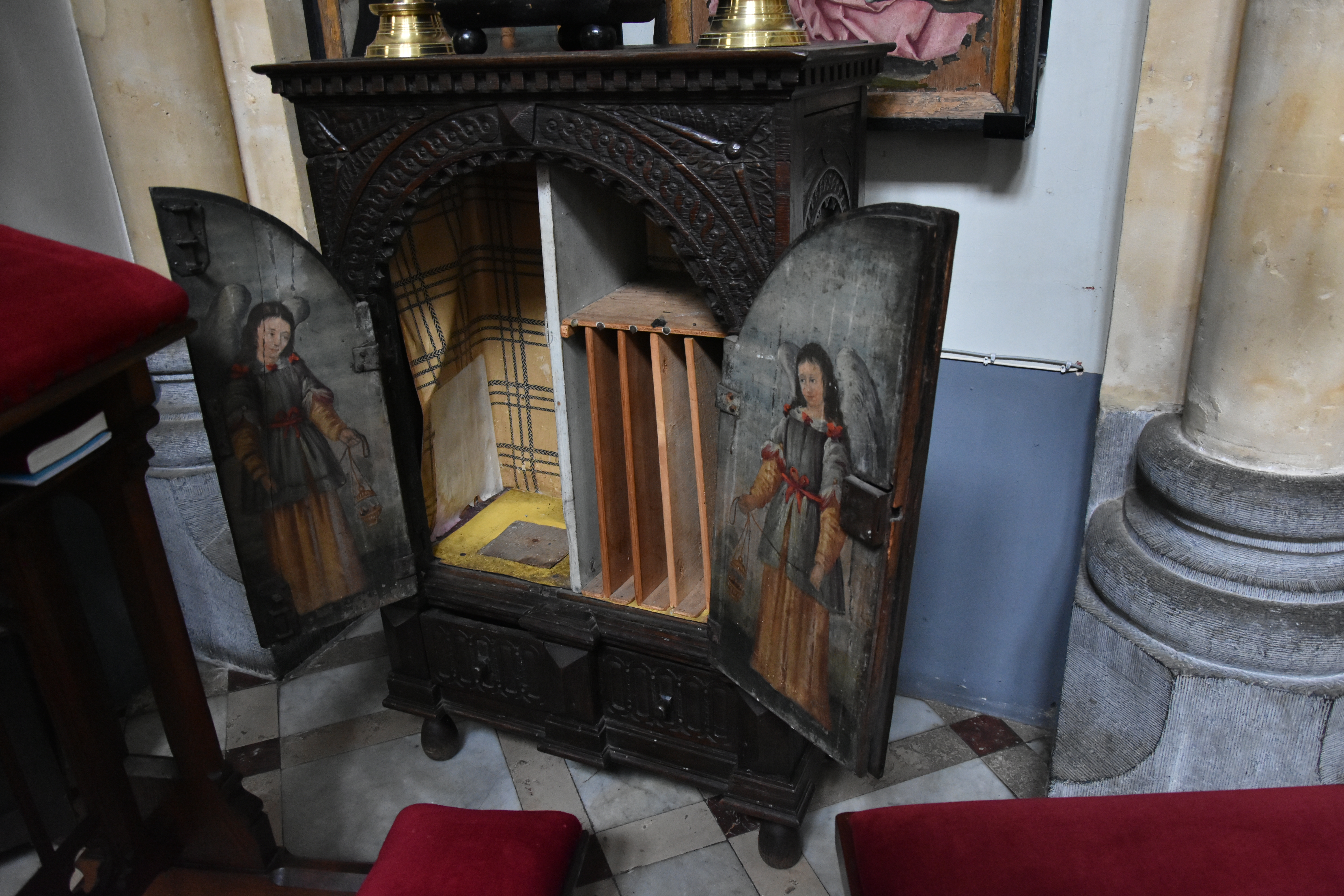
Oud tabernakel